# Philippikos (Heermeister)
Philippikos († 614) war ein aus Armenien stammender und mit dem oströmischen Kaiser Maurikios verschwägerter Heermeister (magister militum) im 6./7. Jahrhundert n. Chr.

## Leben

### Die Dienstzeit unter Maurikios
Maurikios ernannte nach seinem Regierungsantritt Philippikos, den Ehemann seiner Schwester Gordia, 582 zum comes excubitorum (also Kommandeur der Garde), eine der angesehensten Stellungen am Kaiserhof.
584 wurde Philippikos zum magister militum (Heermeister) ernannt und wurde der Nachfolger des Johannes Mystakon als Kommandeur der Truppen im Osten, wo Ostrom seit 572 im Krieg mit dem neupersischen Sassanidenreich lag (siehe Römisch-Persische Kriege). 585 drang Philippikos mit seinen Truppen in die persische Arzanene ein und machte dabei große Beute. 586 begab er sich zu Verhandlungen mit den Persern nach Amida, doch forderte der persische Großkönig Hormizd IV., dass die Römer Reparationen zahlen sollten, worauf Maurikios nicht einging. Noch im selben Jahr siegte Philippikos über die Perser in der Schlacht bei Solachon, südlich von Mardin. Unter Philippikos diente damals auch ein hoher Offizier armenischer Abstammung namens Herakleios, der Vater des späteren gleichnamigen Kaisers Herakleios. Herakleios der Ältere führte auf Philippikos’ Befehl 586 und 587 Angriffe auf persisches Gebiet an.
Im Frühjahr 587 erkrankte Philippikos und übergab Herakleios dem Älteren den Befehl über zwei Drittel der Orientarmee, den Rest unterstellte er den Generalen Theodoros und Andreas, die mit Angriffen die Perser beunruhigen sollten. Kurz darauf begab sich Philippikos nach Konstantinopel; auf dem Weg dorthin erfuhr er, dass an seiner Stelle Priskos zum neuen Heermeister ernannt worden war. Allerdings rebellierten die Truppen zu Ostern 588, da Maurikios die Soldzahlungen gekürzt hatte, und erkannten Priskos nicht an, so dass Philippikos erneut das Oberkommando übernahm; die Rebellion wurde bis Anfang 589 endgültig beendet. Dann jedoch misslang die Eroberung der Stadt Martyropolis, woraufhin Philippikos von Komentiolos abgelöst wurde.
Der Krieg war festgefahren, als sich plötzlich eine unerwartete Gelegenheit ergab: In Persien war Hormizd IV. 590 entthront worden, doch gegen seinen Sohn und Nachfolger Chosrau II. hatte sich der General Bahram Tschobin erhoben. Chosrau musste die persische Hauptstadt Ktesiphon fluchtartig verlassen und suchte nun bei Kaiser Maurikios Unterstützung. Dieser ergriff die Chance und sandte 590 Philippikos mit einer Zusage zu Chosrau. Die römischen Truppen unter Narses siegten schließlich und Chosrau bestieg wieder den Thron. Persien trat mehrere Territorien an Ostrom ab, und für den Rest der Regierungszeit des Maurikios waren die Beziehungen zwischen den beiden spätantiken Großmächten so gut wie selten zuvor.
Philippikos taucht in den Quellen erst während der Balkanfeldzüge des Maurikios wieder auf, als er 598 von Komentiolos den Oberbefehl über die Truppen auf dem Balkan übernahm und bei dieser Gelegenheit die „Bulgaren“ schlug (wahrscheinlich handelt es sich dabei jedoch um Abwehrmaßnahmen gegen die Awaren, die nach der Einnahme von Drizipera kurz vor Konstantinopel standen). Einige Zeit darauf wurde Philippikos zum Patrikios ernannt, doch Ende 602 wurde Maurikios und seine gesamte männliche Verwandtschaft infolge einer Meuterei der Donautruppen ermordet; seine Nachfolge trat der rangniedrige Offizier Phokas an, der den Quellen zufolge eine brutale Schreckensherrschaft errichtete. Chosrau II. nutzte dies und spielte sich als Rächer des Maurikios auf. Ab 603 fielen persische Truppen in das Reich ein, die in den nächsten Jahren sagenhafte Erfolge verbuchen konnten.

### Exil im Kloster unter Phokas, Beteiligung an Phokas’ Sturz
Philippikos entzog sich Phokas, indem er Geistlicher wurde und in ein von ihm erbautes Kloster bei Chrysopolis eintrat. 610 wurde Phokas von Herakleios, dem Sohn des bereits erwähnten Generals Herakleios dem Älteren, gestürzt, der Philippikos damit beauftragte, mit Phokas’ Bruder Komentiolos (nicht zu verwechseln mit dem oben erwähnten General gleichen Namens) zu verhandeln. Philippikos wurde festgenommen und mit dem Tode bedroht, doch da wurde Komentiolos ermordet, Herakleios übernahm nun die uneingeschränkte Herrschaft über das Reich. Dieses wurde jedoch weiterhin von den Perser bedroht, die 613 Damaskus und 614 Jerusalem eroberten. Besonders die Eroberung Jerusalems hatte eine deutliche Schockwirkung auf die Christen, da auch das angebliche Heilige Kreuz geraubt wurde.

### Die letzten Jahre
Seit 612 fungierte Philippikos wieder als magister militum per Orientem. Kaiser Herakleios schien er die beste Wahl für diesen Posten zu sein, wohl auch, weil Philippikos über gute Kontakte und erhebliche Erfahrung verfügte. 613 gelang es Philippikos, persische Truppen aus Syrien wegzulocken, indem er mit einem Heer in Armenien einfiel, doch misslang die von Kaiser Herakleios geführte Gegenoffensive. Nach dem Fall Jerusalems ging Philippikos ein letztes Mal in die Offensive: Er drang tief auf persisches Gebiet vor, was den persischen General Schahin zwang, Jagd auf die römischen Truppen zu machen. Kurz darauf verstarb Philippikos jedoch; sein Leichnam wurde in einer Kirche in Chrysopolis beigesetzt. Ostrom geriet in den Folgejahren an den Rand des Abgrunds: Bis 619 standen die Perser auch in Ägypten.
In den Quellen werden seine militärischen Fähigkeit lobend erwähnt, er scheint auch umfassende militärgeschichtliche Kenntnisse besessen zu haben. Es wurde sogar erwogen, dass Philippikos der Verfasser des so genannten Strategikon des Maurikios gewesen sein könnte. Möglich ist, dass er mit seinen erfolgreichen Ablenkungsangriffen in den Rücken der Perser 613 und 614 Herakleios dazu inspirierte, ab 622 durch Operationen im Rücken der Perser die Entscheidung zu suchen. Der Kaiser siegte Anfang Dezember 627 in der Schlacht bei Ninive über die Perser, so dass es schließlich zu Friedensverhandlungen kam. Die bald darauf einsetzende Islamische Expansion besiegelte allerdings das Ende der Antike im Osten, aus den Trümmern des spätrömischen Staates entstand das mittelalterliche oströmische Reich.